# Mesilim

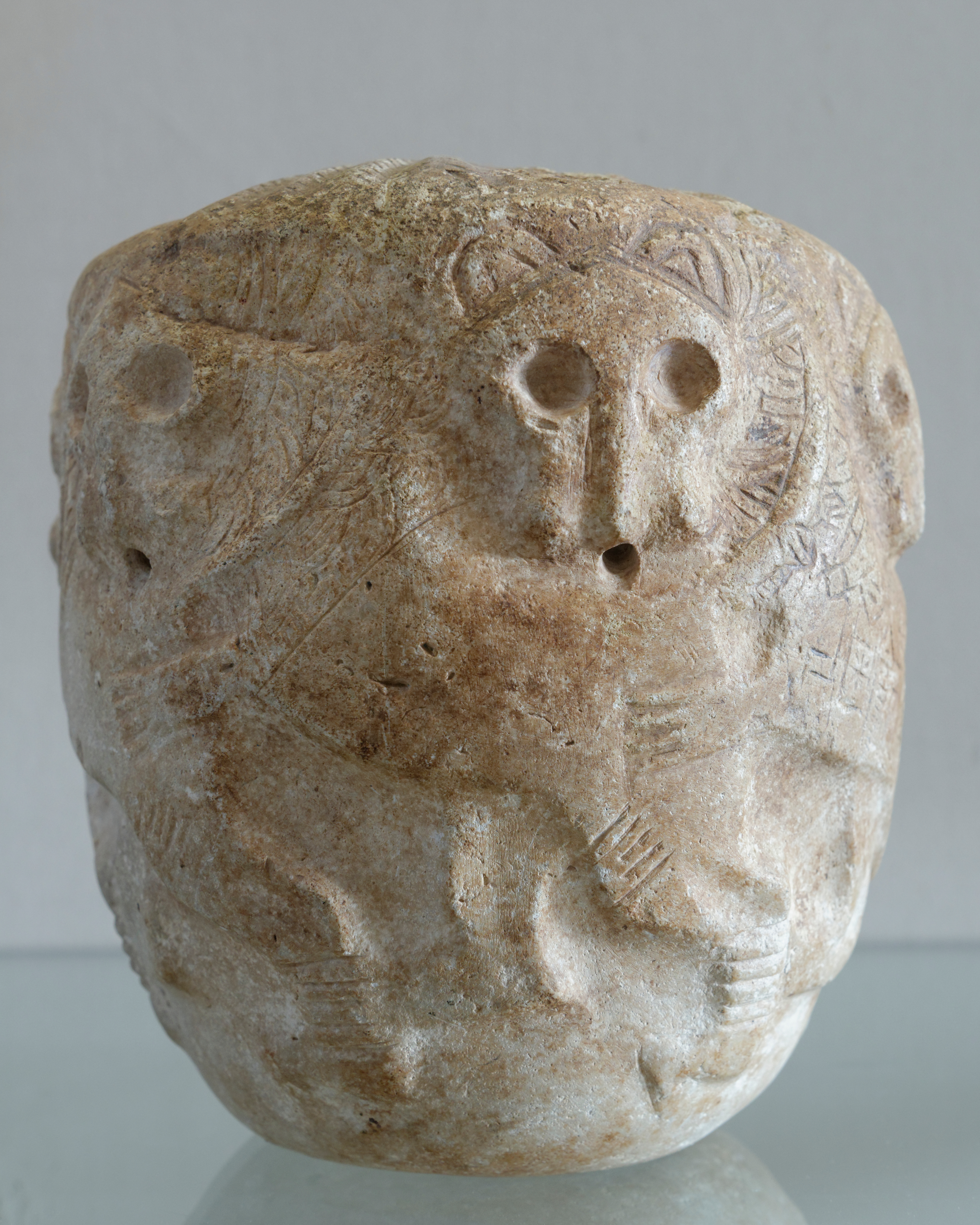
Cabeza de una maza votiva con un águila con cabeza de león (emblema del dios Ningirsu) y seis leones, dedicada en un santuario en Girsu por el rey Mesilim de Kish. Inscripción en escritura arcaica: “Mesilim, rey de Kish, constructor del templo de Ningirsu, trajo [esta cabeza de maza] para Ningirsu, Lugalshaengur [siendo] príncipe de Lagash” (P. Pouysségur).

Mesilim o Mesalim (c. 2500 a. C.) fue un lugal (rey) de la ciudad-estado sumeria de Kish. Probablemente sea un nombre semita.
Aunque su nombre no aparece en la Lista Real Sumeria, Mesilim es una de las primeras figuras históricas registradas en documentos arqueológicos, que reinó durante el período Protodinástico IIIb (c. 2500-2334 a. C.). Por inscripciones, se conoce que durante su reinado, patrocinó la construcción de templos, en Adab y Lagash, donde aparentemente tuvo alguna soberanía, teniendo en cuenta que allí, los gobernantes tenían el título de ensi.
Mesilim es conocido por haber actuado como mediador en un conflicto entre Lugal-sha-engur, ensi en Lagash, y su rival de la ciudad estado vecina de Umma, en relación con los derechos de riego, en la zona fronteriza entre los dos. Después de pedir la opinión de su dios protector Satarana o Ishtaran, que era venerado en Der, Mesilim estableció una nueva frontera entre Lagash y Umma, y erigió un pilar para marcarlo, en donde escribió su decisión final. Esta solución no sería permanente, pues un rey posterior de Umma, Ush, destruyó el pilar en un acto de desafío.
Durante la década de 1950, el sumeriólogo E. Gordon revisó la evidencia literaria y sugirió una teoría provisional por la que Mesilim y el rey Mesannepada de Ur, que más tarde durante su reinado también asumió el título de "rey de Kish", eran, de hecho, la misma persona. Ambos nombres son conocidos por un único proverbio mesopotámico sobre el rey cuyo templo fue demolido. En la versión sumeria, el proverbio dice: 
"El templo E-Babbar que Mesilim había construido, Annane, el hombre cuya semilla fue cortada, lo destruyó."
El E-babbar era el templo de Lagash, y Gordon supuso que Annane fuera una corrupción del nombre A-anne-pada, es decir, el propio hijo de Mes-anne-pada. Un proverbio acadio mucho más moderno dice: 
"El templo que había construido Mesannepadda, Nanna, cuya semilla fue escogida, lo destruyó"
Sin embargo, Thorkild Jacobsen se opuso a esta teoría y llegó a una conclusión contraria, que Mesilim y Mesannepada fueron probablemente diferentes, argumentando que el escriba acadio no reconoció el nombre de Mesilim por no estar en la Lista Real, y simplemente lo sustituyó por un nombre que conocía de la Lista.